# Franz Theissenberger

Franz Theissenberger

Franz Theissenberger (* 9. September 1903 in Senftenberg; † 11. September 1988 in Ried im Innkreis) war ein österreichischer Politiker (NSDAP).

## Leben und Tätigkeit
Nach dem Besuch der Volksschule wurde Franz Theissenberger an einer Weinbauschule ausgebildet. Von 1923 bis 1934 gehörte er als Kriminalbeamter der Wiener Sicherheitswache an.
Am 1. Mai 1931 trat Theissenberger in die NSDAP ein (Mitgliedsnummer 443.904). Von 1932 bis 1934 war er als Sprengelleiter in der österreichischen Sektion der Partei tätig. Nach dem gescheiterten nationalsozialistischen Putsch gegen die österreichische Regierung Dollfuss im Juli 1934 wurde Theissenberger als Teilnehmer des Umsturzversuches verhaftet und zum Tode durch den Strang verurteilt. Später wurde er zu lebenslangem Kerker begnadigt und nach dreiundvierzig Monaten Haft aus der Strafanstalt Stein entlassen.
Im Mai 1938 wurde Theissenberger Mitglied des nationalsozialistischen Reichstags, dem er bis zum Ende der NS-Herrschaft als Vertreter des Landes Österreich angehörte. Theissenberger wurde nach dem „Anschluss Österreichs“ an das Deutsche Reich bei der Gestapo in Wien tätig, dort erreichte er den Rang eines Hauptmanns der Schutzpolizei. Er trat 1938 der SS bei (SS-Nummer 310.489) und erreichte im nächsten Jahre den Rang eines SS-Hauptsturmführers.